# Singer 12
Le nom Singer Twelve (ou Singer Douze) fut utilisé pour plusieurs automobiles produites par le constructeur britannique Singer Motors. 

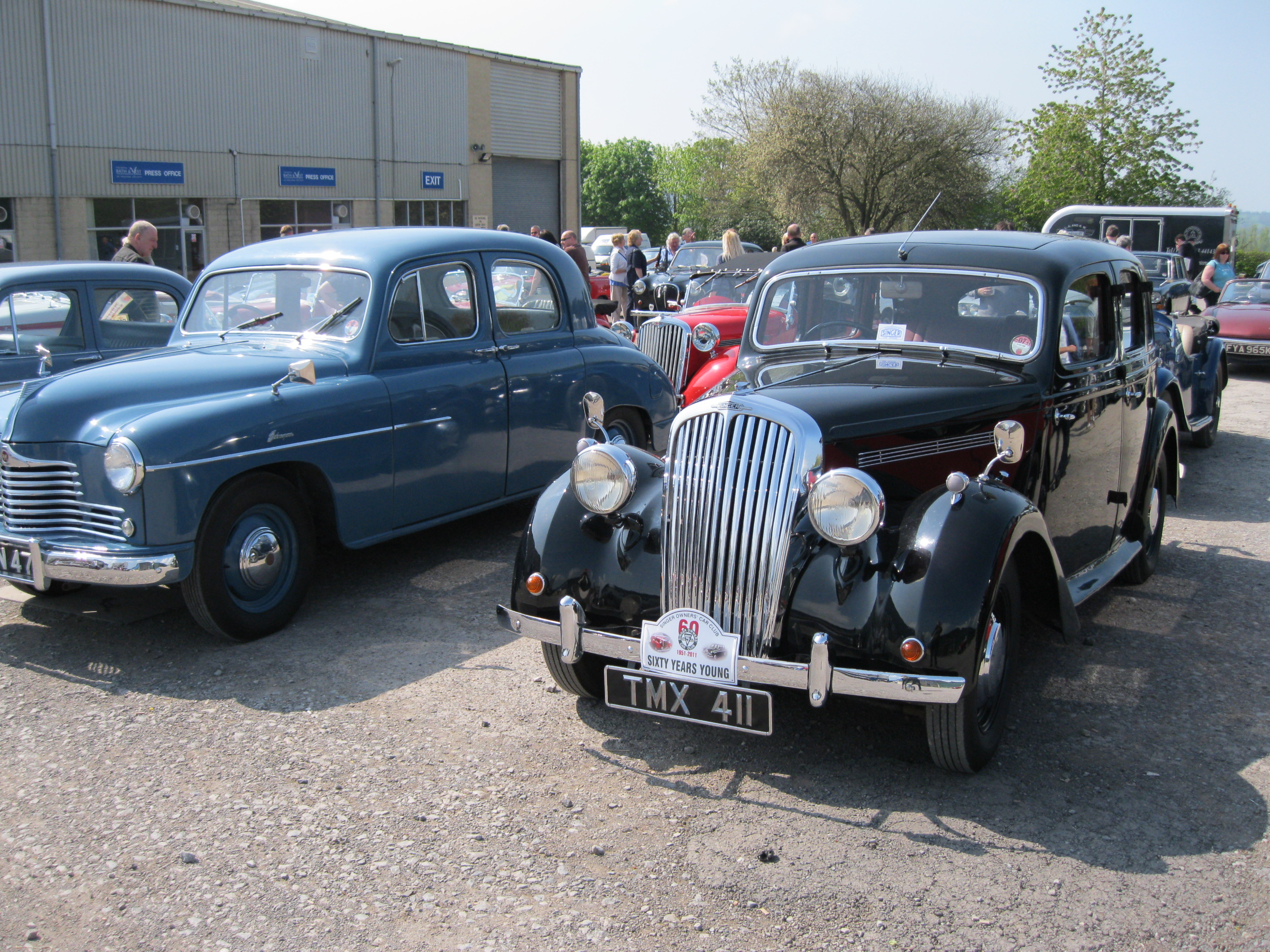
Singer Super 12

## Singer Twelve-Six (1932)
La Douze-Six est propulsée par un moteur six-cylindres de 1 476 cm3 à soupapes latérales et est disponible sous forme de berline quatre portes ou randonneuse quatre places ouverte. Une boîte à quatre vitesses était installée.

## Singer Twelve-Four (1933-1934)
La nouvelle version de la Twelve utilise un quatre cylindres de 1 440 cm3 à soupapes latérales, essentiellement une version élargie de celui de la Singer Ten de 1931. La propulsion est à l'essieu arrière par l'intermédiaire d'une boîte quatre vitesses. Le freinage est initialement un système mécanique, remplacé par des commandes hydrauliques en 1934. Elle était disponible en versions Berline, Berline de luxe ou coupé de luxe. L'option de-luxe donnait au propriétaire du verre de sécurité à toutes les vitres, la sellerie cuir et les pare-chocs. En 1934, les versions de-luxe avaient un changement de vitesses sans pédale d'embrayage.
On ne connaît pas le nombre fabriqué.

## Singer Twelve (1937-1939)
La voiture de 1937 avait un quatre-cylindres de 1 525 cm3 à arbre à cames en tête, . La voiture avait un châssis conventionnel à pont rigide, des ressorts à lames semi-elliptiques aux quatre roues et des freins hydrauliques. Les roues sont en tôle d'acier. La voiture est disponible en versions Berline, Super Berline (à partir de 1938) ou drophead coupé (décapotable).

## Super Twelve (1947-1949)

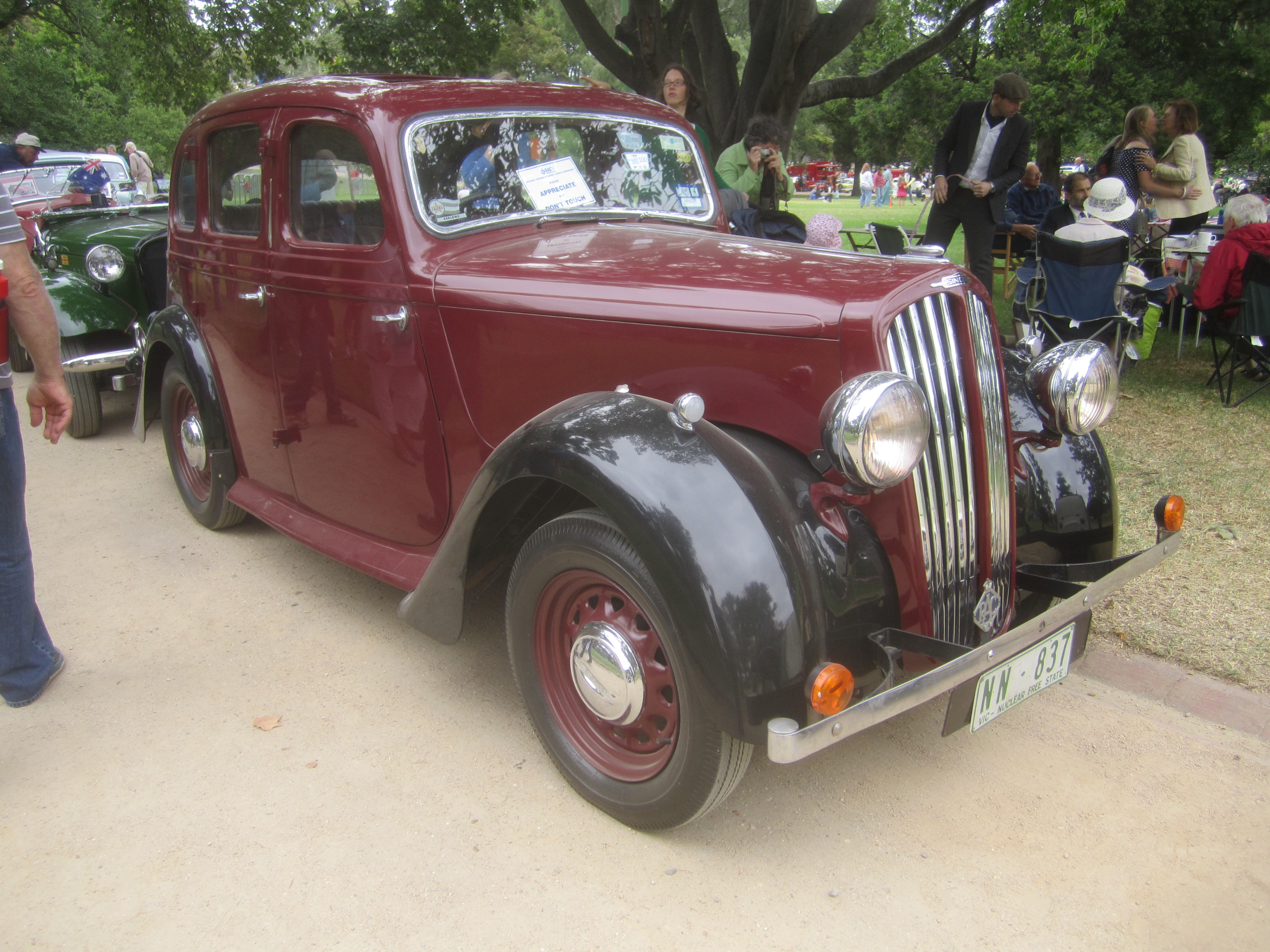
1949 Singer Super Douze

Après la Seconde Guerre mondiale, la voiture fut recréée en 1947, en tant que Super Douze, la drophead coupée étant également disponible. La Berline de base n'était plus au catalogue.
Une vitesse de pointe de 110 km/h était possible.
1098 ont été construites après-guerre.